# Zuid-Kaukasus-pijplijn
De Zuid-Kaukasus-pijplijn (SCP), ook bekend als Bakoe-Tbilisi-Erzurum-pijplijn (BTE), is een 691 kilometer lange aardgaspijpleiding die loopt van de Sanqaçal-terminal aan de Kaspische Zee bij Bakoe (Azerbeidzjan) via Georgië naar de Georgisch-Turkse grens bij Vale en Posof. De pijpleiding, die parallel loopt aan de Bakoe-Tbilisi-Ceyhan-pijpleiding (olie), transporteert aardgas uit het Shah Deniz-gasveld in de Azerbeidzjaanse sector van de Kaspische Zee en wordt geëxploiteerd door BP, SOCAR en BOTAŞ. Bij de Georgisch-Turkse grens sluit sinds 2018 de trans-Anatolische pijplijn (TANAP) aan die het gas verder vervoert naar de Europese markt.
In de eerste negen maanden van 2022 werd dagelijks gemiddeld ruim 56 miljoen kubieke meter door de pijpleiding geëxporteerd, wat op jaarbasis op ongeveer 20,5 kubieke meter uit zou komen.

## Geschiedenis
Halverwege de jaren negentig van de 20e eeuw initieerde Azerbeidzjan onder leiding van president Hejdar Alijev grote internationale investeringen in de winning van fossiele grondstoffen in de Kaspische Zee. Het Shah Deniz-gasveld was al in de jaren 1950 gedurende de Sovjet-periode ontdekt en het onafhankelijke Azerbeidzjan wilde overgaan tot exploitatie van dit gasveld. Hiertoe werd in 1996 een consortium van zeven energiebedrijven opgericht, met BP en Statoil als belangrijkste aandeelhouders. In 1999 werd begonnen met de voorbereidingen voor een gaspijpleiding voor de exportmarkt, en werden zaken als route besproken waarbij Georgië en Turkije uitdrukkelijk in beeld kwamen als transitland en afzetmarkt.
In 2001 werd een overeenkomst bereikt tussen de drie landen over de wens tot aanleg van een gasleiding over de route Bakoe-Tbilisi-Erzurum, parallel aan de Bakoe-Tbilisi-Ceyhan-oliepijpleiding die op dat moment ook in de planning zat. Na juridische formaliteiten werd op 16 oktober 2004 begonnen met de aanleg van de 980 kilometer lange pijplijn naar de Turkse stad Erzurum. Bijna de helft kwam in Azerbeidzjan te liggen (443 kilometer) met 248 kilometer in Georgië en de resterende 289 in Turkije. Dit laatste deel werd door Turkije in eigen beheer gebouwd als connector vanaf de Georgische grens naar hun binnenlandse distributiepunt bij Erzurum, en wordt derhalve algemeen niet gerekend tot de SCP-pijpleiding. Afgesproken werd onder meer dat Georgië 5% van het getransporteerde gas in natura af zou nemen als transitvergoeding. Het kreeg daarnaast een gereduceerd tarief voor de duur van twintig jaar, lager dan het tarief dat het betaalde voor Russisch geleverd gas.

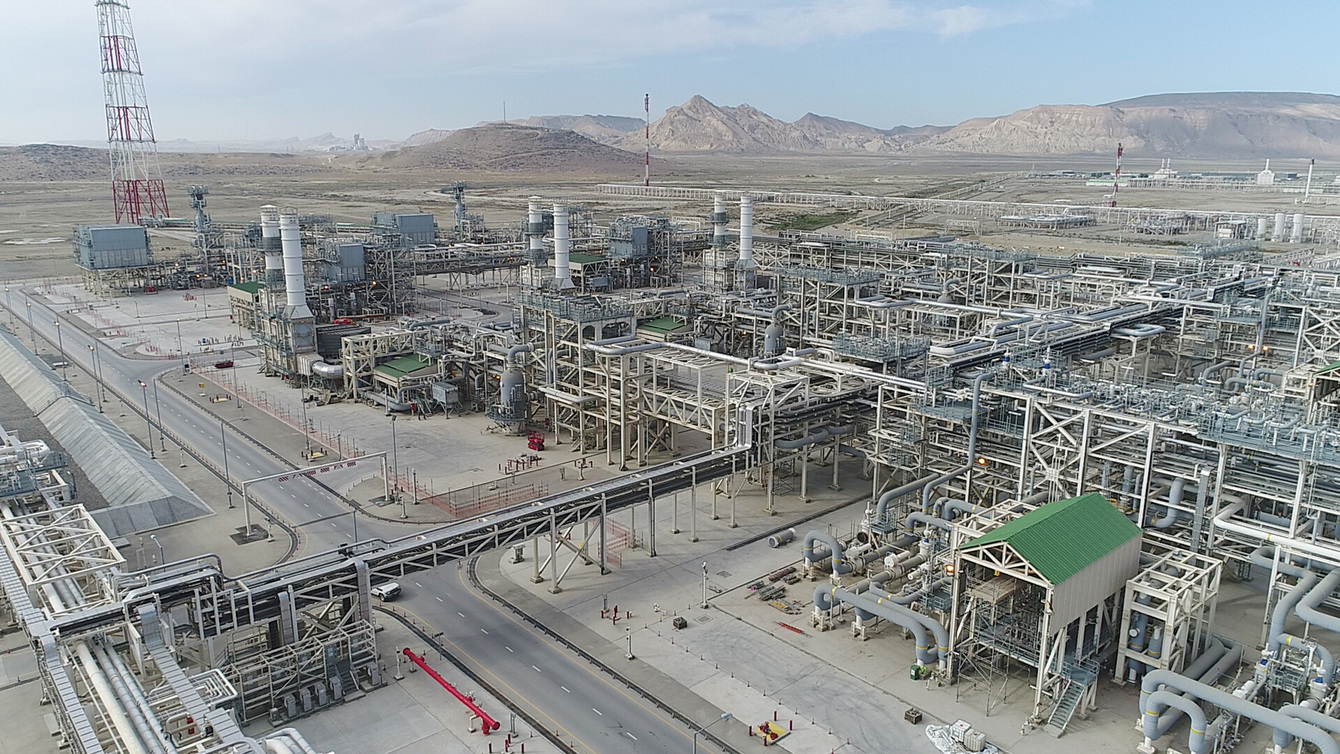
Sanqaçal-terminus aan de Kaspische Zee

Op 21 mei 2006 werd de Sanqaçal-terminal in bedrijf gesteld, en een week later stroomde het eerste gas door het Azerbeidzjaanse deel naar het Georgische distributiestation bij Gardabani, aan de Georgisch-Azerbeidzjaanse grens. Hiervoor werd een kleine hoeveelheid gas uit het Azeri-Chirag-Guneshli-veld gebruikt. Bij Gardabani werd een 12 kilometer lange connector aangelegd om de hoofdpijp aan te sluiten op het Georgische binnenlandse distributienetwerk voor binnenlandse levering. Na een vertraging van een aantal maanden door technische problemen werd in maart 2007 het eerste consumptiegas aan Georgië geleverd.
In aanloop naar de volledige ingebruikname sprak Georgië de wens uit meer gas uit Azerbeidjzan af te nemen dan het oorspronkelijk had afgesproken, met name ten behoeve van het reduceren van afhankelijkheid van Rusland. Het Russische Gazprom zette Georgië vervolgens onder druk met verdubbeling van het tarief, nadat het dat begin 2006 ook al deed, en stopte het de levering van gas "vanwege onderhoud", toen de levering uit Azerbeidzjan in april 2007 tijdelijk stillag.
In juli 2007 werd de gehele pijpleiding in gebruik genomen, met een oorspronkelijke capaciteit van 7,4 miljard kubieke meter per jaar. In augustus 2008 werd tijdens de Russisch-Georgische Oorlog het transport door de pijp kort stilgelegd nadat een Russische bom vlak naast de Bakoe-Tbilisi-Ceyhan-pijpleiding was beland.
In 2021 werd de transfer van het operationele beheer van BP naar SOCAR gecompleteerd.

## Uitbreiding
Medio 2015 werd de uitbreiding van de capaciteit naar 23,5 kubieke meter aangevangen onder de noemer SCPx. Dit gebeurde onder meer vanwege de bouw van de trans-Anatolische pijplijn in Turkije die vanaf de Georgisch-Turkse grens het Shah Deniz-gas naar de Europese markt moest brengen. Er werd honderden kilometers aan extra pijplijn "looping" aangelegd, en er kwamen compressorstations, extra blokkleppen en pigging faciliteiten wat bij elkaar een extra investering vergde van 735 miljoen dollar.

## Techniek
De Zuid-Kaukasuspijplijn heeft een lengte van 691 kilometer, waarvan 443 kilometer in Azerbeidzjan en 248 kilometer in Georgië en loopt parallel aan de Bakoe-Tbilisi-Ceyhan-pijpleiding. De pijpleiding heeft een diameter van 107 centimeter (42 inch). Er is een compressorstation in Azerbeidzjan en er zijn elf 11 blokklep-stations (vijf in Azerbeidzjan, zes in Georgië). Voor de uitbreiding van de initiële capaciteit van  7 miljard kubieke meter per jaar naar 23,5 miljard kubieke meter per jaar werden er nog drie compressorstations gebouwd (een in Azerbeidzjan, twee in Georgië) en nog eens zes blokklep-stations (vijf om een).

## Levering
Het primaire doel van de pijpleiding was om Turkije en Georgië te bevoorraden. Als doorvoerland kreeg Georgië het recht om 5% van de jaarlijkse gasstroom door de pijpleiding in natura af te nemen en kon het oorspronkelijk nog eens 0,5 miljard kubieke meter gas per jaar kopen tegen een gereduceerd tarief. In 2007 bedong de Georgische regering een groter deel dat het tegen gereduceerd tarief af mocht nemen om zodoende de energieafhankelijkheid van Rusland sterk te reduceren. De Georgische regering zette eind 2006 in op 70% levering uit Azerbeidzjan. In 2008 gaf het aan ongeveer 1 miljard kubieke meter per jaar af te nemen, bovenop de transit-vergoeding, op een totale nationale behoefte van 1,8 miljard kubieke meter.
Sinds de completering in 2018 van de trans-Anatolische pijplijn (TANAP) in aansluiting op de BTE-pijplijn en diens aansluiting op de trans-Adriatische pijpleiding (TAP) voorziet deze Zuidelijke Gascorridor zoals deze combinatie wordt genoemd de Europese Unie van Kaspisch aardgas. Dit werd in 2022 extra actueel door Europese en Russische sancties in relatie tot de Russische gaslevering na het begin van de Russische invasie van Oekraïne in 2022, en de sabotage van de Nord Stream-pijplijn later dat jaar.